# Abbaye de Raitenhaslach
L'abbaye de Raitenhaslach est une ancienne abbaye cistercienne à Burghausen, dans le Land de Bavière, dans le diocèse de Passau.

## Histoire

### La fondation
La fondation de l'abbaye est décidée en 1143 par le comte Wolfker von Tegerwac et son épouse Hemma. En 1146, le projet est déplacé à Schützing an der Alz, propriété de l'évêché de Salzbourg. C'est pour avoir le soutien de l'évêque Konrad von Abensberg. Les premiers moines et l'abbé Gero viennent de l'abbaye de Salem qui a des liens avec la nouvelle abbaye.
L'endroit est idéal à cause de la présence d'eau, ce qui permet la pisciculture et de nourrir l'abbaye. Aujourd'hui, un certain nombre d'étangs piscicoles sont conservés au sein de l'ancien monastère. L'abbaye se développe grâce à ses activités économiques et aussi des dons et des acquisitions comme des domaines viticoles en Haute et en Basse Autriche. L'abbaye comprend les paroisses de Burghausen, Halsbach, Niederbergkirchen, Hadersdorf am Kamp et Ostermiething.
Avec la montée en puissance des ducs de Wittelsbach, qui résident dans le château de Burghausen, l'influence de Salzbourg diminue au cours du XIIIe siècle. Les Wittelsbach prennent peu à peu la charge de l'abbaye. Au XVe siècle, l'église abbatiale devient le lieu de sépulture de la famille noble. Louis IX de Bavière soutient activement l'abbaye au moment de la Réforme.
Au cours des siècles, le monastère est reconstruit et agrandi à plusieurs reprises. Les principaux bâtiments datent de la première moitié du XVIIIe siècle. L'église abbatiale, une "église à pilastre" baroque, est rebâtie sur une basilique avec des piles. La façade est aménagée en 1751 par Franz Alois Mayr. La "forme idéale" d'un monastère cistercien est conservée jusqu'au début du XIXe siècle.

### La sécularisation
En 1803, l'abbaye connaît la sécularisation. Les bâtiments laïcs sont vendus pour surmonter les difficultés financières. Seules les parties lucratives du monastère, comme la brasserie, sont vendues, des bâtiments comme la nouvelle bibliothèque de 1785, le réfectoire, sont démolis. En 1806, l'église abbatiale devient paroissiale. Les bâtiments monastiques restants accueillent un presbytère, une école, une brasserie, un restaurant et des appartements privés.
En 2003, la ville de Burghausen vend aux enchères les anciens bâtiments du monastère. La brasserie s'arrête. L'église est mise en valeur pour être un lieu touristique.
En 2013, l'université technique de Munich signe un contrat avec la ville de Burghausen pour utiliser un bâtiment du monastère comme centre de séminaire et d'études.